# 尼科來夫斯克 (阿拉斯加州)
尼科來夫斯克（英語：Nikolaevsk）是位於美國阿拉斯加州基奈半島自治市鎮的一個非建制地區和人口普查指定地區。根據2010年美國人口普查，該地人口為318人，而該地的面積約為93.90平方千米。

## 地理
尼科來夫斯克的座標為59°48′43″N 151°36′36″W / 59.81194°N 151.61000°W，而該地的平均海拔高度為256米（即840英尺）。